# Перлман, Николь
Николь Перлман (англ. Nicole Perlman; род. 10 декабря 1981, Боулдер) — американская сценаристка, наиболее известная по работам в Кинематографической вселенной Marvel (КВМ) и по фильму «Покемон. Детектив Пикачу» (2019).

## Ранняя жизнь
Николь родилась в Боулдере (Колорадо), в семье Пенни и Майкла Перлманов. Училась в средней школе Боулдера. После изучала кино и драматургию в Школе искусств Тиш в Нью-Йоркском университете, окончив её в 2003 году со степенью бакалавра. Она выигрывала на кинофестивале «Трайбека».

## Фильмография

### Фильмы
| Год  | Название                   | Сценарист   | Продюсер | Примечания                       |
| ---- | -------------------------- | ----------- | -------- | -------------------------------- |
| 2011 | «Тор»                      | Консультант | Нет      | не указана в титрах              |
| 2014 | «Стражи Галактики»         | Да          | Нет      | сосценарист с Джеймсом Ганном    |
| 2019 | «Капитан Марвел»           | История     | Нет      | сосценарист истории с остальными |
| 2019 | «Покемон. Детектив Пикачу» | История     | Нет      | сосценарист истории с остальными |

### Короткометражные фильмы
| Год  | Название          | Сценарист | Продюсер       | Примечания     |
| ---- | ----------------- | --------- | -------------- | -------------- |
| 2017 | «Raising a Rukus» | Да        | Исполнительный |                |
| 2018 | «The Slows»       | Да        | Нет            | Также режиссёр |